# Yahoo! Messenger
Yahoo! Messenger – komunikator internetowy stworzony przez Yahoo!. Pierwotnie został wydany 9 marca 1998 pod nazwą Yahoo! Pager. Zakończył swoją działalność 17 lipca 2018 roku.